# Giulio Valli
Giulio Valli (Narni, 20 maggio 1875 – Narni, 9 novembre 1948) è stato un ammiraglio e politico italiano.

## Biografia
Studiò a Parma, vinse il concorso per l'ammissione all'accademia navale diventando allievo dal 5 novembre 1890. Si imbarcò su varie navi dal 26 giugno 1891 e merita una particolare attenzione l'imbarco sulla Nave Dogali (dal 26 febbraio 1904 al 30 giugno 1906) dove tenne il grado di tenente di vascello.
Dal 1º marzo 1910 frequenta il corso aeronautico a Roma fino al 30 novembre successivo e dal 1º dicembre vola sui dirigibili a Campalto.
Dal 3 dicembre 1911 è Comandante del reparto Dirigibili in Tripoli nel Servizio Aeronautico della Marina per la Guerra italo-turca fino al 3 gennaio 1913 ricevendo l'onorificenza di Cavaliere dell'Ordine Militare d'Italia nel grado di Capitano di fregata.
Dal 21 settembre 1914 è imbarcato sull'Elba (incrociatore) (che è una Nave appoggio idrovolanti) fino al 16 settembre 1915, dal 20 settembre passa al comando del dirigibile P.4 a Campalto per addestrare gli allievi piloti dirigibilisti di marina e dal 4 aprile 1916 comanda il Dirigibile M6 fino al 18 giugno 1917.
Partecipò alla Grande Guerra e fu decorato con Medaglia d'Argento al Valor Militare nel 1916 come Comandante di Dirigibile, di Croce al merito di guerra come osservatore d'idrovolante e ricevette l'onorificenza di Ufficiale dell'Ordine Militare d'Italia come Comandante di aeronave e come Comandante di aeronautica dell'Alto Adriatico (dal 18 aprile 1918 era alla Direzione Servizi Aeronautici Alto Adriatico di Venezia fino al 1º aprile 1919).
Dal 1º aprile 1919 va all'Ispettorato Aeronautico del Ministero della Marina fino al 19 giugno 1920, dall'11 luglio successivo comanda la Cannoniera Capitano Verri fino al 14 febbraio 1922 e dal 16 febbraio successivo torna all'Ispettorato Aeronautico del Ministero Marina fino al 18 agosto 1923.
Fu fondatore dell'Accademia Aeronautica presso l'Accademia navale di Livorno dove rimase come Comandante dal 1º novembre 1923 al 1º aprile 1926, dal 10 giugno 1925 comanda il Pisa (incrociatore) fino al 1º novembre dello stesso anno, dal 1º aprile 1926 la RN Brindisi (Classe Helgoland (incrociatore)) fino al 26 luglio successivo e dal 1º agosto 1926 la Andrea Doria (nave da battaglia 1913) fino all'8 dicembre successivo.
Dal 1º maggio 1928 va allo Stato Maggiore Marina diventando Sottocapo di Stato Maggiore dal 25 settembre 1929 all'8 ottobre 1932 e dal 25 gennaio del 1929 era anche un componente del Consiglio Superiore Coloniale del Ministero delle colonie fino al 16 ottobre 1932.
Dal 16 maggio 1934 è Direttore Generale del Personale e dei Servizi Militari al Ministero Marina fino al 22 agosto 1935 venendo promosso ad Ammiraglio di squadra dal 29 agosto 1934, dal 12 settembre 1935 comanda il Dipartimento marittimo di Napoli fino al 1º marzo 1938 e dal successivo 19 maggio viene collocato in ausiliaria.
Dal 25 marzo 1939 diventa Senatore fino al 5 agosto 1943 e nell'aprile 1941 è Capo della sottocommissione per la marina presso la Commissione Italiana per l'armistizio con la Francia CIAF (costituita in base all'Armistizio di Villa Incisa).
Fu attaccatissimo alla città di Narni e si adoperò per il suo sviluppo.

## Opere
- Giulio Valli, Tra mare e cielo - Vita di un uomo fortunato.